# 上原あさみ
上原 あさみ（うえはら あさみ、1986年〈昭和61年〉5月14日 - ）は、日本の芸能プロデューサー、株式会社Uniiiqueエンターテインメント取締役役員、実業家、まちおこし発起人、美食家、衣装製作者。女性アイドルグループ『LinQ』の創設メンバーおよび初代リーダー。引退後は同社のプロジェクトマネージャーやエンターテインメント事業本部育成事業課プロデューサーを務めている。「あさみん」「総長」の愛称で知られる。福岡県糸島市出身。

## 略歴
福岡県糸島市出まれ。実家は農家で、あまおうの生産・栽培に関わっている。
高校生の頃にダンスを始め、それをきっかけに2007年、福岡ソフトバンクホークスの公式チアリーディングチーム『ハニーズ』のメンバーに就任。以後2008年・2009年と3年連続でハニーズメンバーを務めた。
2010年（平成22年）5月、アイドルユニット『HR』のオープニングメンバーオーディションに合格（応募総数543名、最終合格者20名）。同年8月14日、HR第1期生として「ようきんしゃったね」公演に出演し劇場デビューを果たすも、同12月26日をもって卒業（総在籍日数135日）。
2011年（平成23年）1月、HRの元ブランドマネージャーらと共に新グループ『LinQ』を立ち上げる事を発表。同年4月17日、天神・イムズホールでLinQメンバーとして初ステージを飾る。
2012年（平成24年）12月1日、天神ベストホールで行われた第209・210回通常公演においてLinQからの卒業を発表。
2013年（平成25年）2月17日に同ホールで「第236回・上原あさみ卒業公演～上原あさみの総決算!最後の集会!～」が行われ、天野なつに2代目リーダーを譲る形でLinQを巣立った。
株式会社ジョブ・ネット（現Uniiiqueエンターテインメント）取締役役員に就任する。以後は、事務所の事業本部スタッフとして勤務し、同グループの劇場プロデュース等を手掛ける。
2017年（平成29年）からは新設した事業部「IQプロジェクト」のプロジェクトマネージャーとして、LinQの再編と新ユニットの制作等にも携わっている。
2023年（令和5年）現在、プロジェクト発足して5年後のインタビューで「これからももっといろんな形で夢をみれる事務所に成長していきたい。地方にしかできないこと、人と人とのつながりなどの強みを生かし、楽しいところに人は集まる！をモットーにエンターテインメントのパワーで地元も九州からも笑顔を全国へ発信、届けていきたい」と抱負を語る。

## 人物
- 血液型はB型[15]。5歳上の兄がいる[16]。
- 食物検定3級、被服検定3級の資格を持つ[17]。
- 健康の秘訣は睡眠。睡眠をよくするとストレス解消につながる。「清潔」「場所」「匂い」の3つにこだわっている。特にアロマの香りが好き[18]。
- 影響を受けた人はLinQのオーナーと母親。母親は生き方が自由で見本にしている[18]。
- 2014年2月8日と9日に博多あまおう10周年記念イベントで遠東SOGO台北忠孝館と新竹店をLinQメンバー[注 1]と共に訪問したが、「知る限りで話す英単語はほぼほぼ通じなかった」と述べている[20]。

## ビジネス論
- 育成時に大切にしていることは「人生楽しんで生きるのが大切！楽しむために頑張る」[18]。
- 仕事は感覚で動くタイプ。性格は「とにかくまっすぐ」で、なんでも0か100かで生きている[21]。
- アイドル駆け出しの新人には礼儀から始まり、感覚を磨く為のアドバイスや指導を心掛けている。「10個の答えより、1個の感覚を知る」「1の感覚を磨くことで100を得る」みたいなことが何より大きな習得で成長率が早いと考える[21]。
- 武器は「人」「物」との【縁】そしてそれを見る【直感】。出会ってきた同志達が今も活躍し、継続してくれているおかげで、人との出会いに恵まれている。これから輝く研究生の成長をバックアップし、巣立ちを見送ることが何よりの幸せだと感じる[21]。

## LinQ関連
- 創始者

先述した通り、HRを手掛けたブランドマネージャーと共にゼロからLinQを創り上げた人物で、グループ名の名付け親でもある。
初代メンバーは上原を含めて33名と大所帯で、上原が卒業した時点で残ったのは約半分であった。そのうち2022年2月現在もLinQに残っているのは髙木悠未のみである。
立ち上げ当初は運営スタッフがわずか4人と少なく、その状況下で自らスケジュール管理や関連グッズの梱包、衣装のクリーニング出しまでこなしたという逸話がある。
- 初代リーダー

LinQは結成当初リーダーが決められていなかったが、グループの制作過程で関係者から「リーダーでやっていくんだろ?」と言われ、最終的に副リーダーが原直子、リーダーが上原という結果となった。
活動期間中はこわもてのキャラクターでメンバーを引っ張る立場になり、メンバーやファンから「総長」と呼ばれた。
本人曰く「チームワークと仲良しは関係がない」ことを実感し、「（LinQは一つの）チームでありたい」と再認識したとのこと。
- その他

天野なつの姉が上原の高校時代の同級生だったことがブログで明かされている。
地元の糸島市・丸田池公園で2014年8月27日に開催された『LinQ夏祭り2014』では、メンバーの深瀬智聖・杉本ゆさ・大庭彩歌や振付師のSOと共にダンス・パフォーマンスを行った。

## 出演

### アプリ
- LinQしようよ～上原あさみver.～（2011年）[15]
- 嫁コレアイドル（2013年）[29]

### PR活動
- 「博多とよみつひめ応援隊」（2012年）[17]

### 審査員
- 「日本制服アワード」九州大会（2017年・2023年）